# Le Châtenet-en-Dognon
Le Châtenet-en-Dognon è un comune francese di 423 abitanti situato nel dipartimento dell'Alta Vienne nella regione della Nuova Aquitania.

## Storia

### Simboli
Lo stemma comunale è stato adottato nel 1941.
L'albero di castagno (in francese châtaignier) e il dongione (donjon) fanno allusione al toponimo Le Châtenet-en-Dognon.

## Società

### Evoluzione demografica
Abitanti censiti